# 乌姆基希
乌姆基希（德語：Umkirch，發音：[ˈʊmkɪʁç]）是德国巴登-符腾堡州弗赖堡行政区布赖斯高-上黑林山县的市镇，面积8.72平方千米，2023年12月31日人口为5,954人。

## 友好城市
- 法國 布鲁日